# Gruffydd ap Cynan
Gruffydd ap Cynan (Dublino, 1055 circa – 1137 circa) è stato un sovrano del regno di Gwynedd.
Ebbe una vita lunga e piena di eventi e nel corso di essa Gruffydd divenne una delle figure chiave della resistenza gallese contro i Normanni tanto che viene ricordato come il re di tutto il Galles. In quanto discendente di Rhodri Mawr ap Merfyn Gruffydd faceva parte della Casa di Aberffraw, mentre per parte di madre poteva vantare legami con i Norvegesi che si erano stabiliti nei dintorni di Dublino. Nel corso della vita egli userà spesso l'Irlanda come rifugio e come serbatoio di uomini, per tre volte Gruffydd aspirò ed ottenne il trono del Gwynedd e per altrettante lo perse fino a che nel 1099 non lo conquistò definitivamente mantenendo il potere fino alla morte avvenuta nel 1137

## La fonte
Cosa strana per i re o principi gallesi è arrivata sino a noi una cronaca chiamata The history of Gruffudd ap Cynan scritta più o meno nel periodo in cui Gruffydd visse e molto di ciò che si sa su di lui proviene da quel testo quantunque si debba riconoscere che essa appare essere stata scritta con lo scopo di una propaganda dinastica per i suoi discendenti. Secondo gli storici la cronaca venne scritta verso la fine del XII secolo durante il regno di Owain Gwynedd, figlio di Gruffydd, anche se è stato anche ipotizzato che essa sia successiva e la si colloca attorno al 1200 quando regnava Llywelyn il Grande che di Gruffydd era il nipote. L'autore di questa cronaca è ignoto ed essa è scritta in gallese anche se sembra che sia stata in realtà tradotta dal latino, la versione originale è probabilmente andata perduta.

## Il padre e la madre
La potenza del Regno di Gwynedd era andata in frantumi nel 1063 quando il nobile sassone Harold (il futuro Aroldo II d'Inghilterra) guidò la sua armata nel Galles del nord, sconfiggendo in battaglia Gruffydd ap Llywelyn, l'ultimo grande sovrano gallese, che venne poi ucciso dai suoi nemici. A quel tempo Gruffydd ap Cynan (1081 - 1137) era ancora un ragazzo che viveva in Irlanda con la madre, che apparteneva alla dinastia norvegese regnante a Dublino. Secondo la tradizione Gruffydd era nato nei pressi di Dublino e crebbe a Swords non lontano dalla capitale irlandese. Suo padre era il principe Cynan ap Iago, pretendente al trono del Gwynedd che morì  attorno 1063. Cynan non regnò mai sul Gwynedd nonostante fosse il figlio di re Iago ab Idwal ap Meurig che rimase sul trono fino alla morte avvenuta nel 1039. Quando Gruffydd appare sulla scena gli annali si riferiscono a lui più come al nipote di Iago che al figlio di Cynan e questo potrebbe significare che suo padre era relativamente poco conosciuto nel paese. La madre di Gruffydd era Ragnhild di Dublino, figlia di Amlaíb mac Sitriuc, nipote di Sigtrygg Barba di Seta e membro della casa vichingo-gaelica di Uí Ímair. Attraverso la madre, che nel Libro di Leinster è citata come una delle più nobili donne d'Irlanda, Gruffydd aveva rapporti con i più importanti clan dell'isola, d'altronde dal lato materno egli era il bis-bis nipote di Brian Boru e del Re di Dublino e Northumbria Amlaíb Cuarán e di sua moglie Gormflaith ingen Murchada (960circa-1030circa). Durante i suoi tentativi di conquista del trono del Gwynedd Gruffydd ricevette sempre aiuto dagl'irlandesi e il re Muircheartach Ua Briain fu suo fedele alleato.

## I tentativi di conquista del regno
A seguito alla morte di Gruffydd ap Llywelyn, dalle loro basi nel Chester i Normanni avanzarono in profondità nel nord del Galles e il trono del Gwynedd era finito nelle mani di Bleddyn ap Cynfyn che aveva preso la corona nel 1063 per volere di Aroldo. Quando questi morì nel 1075 Gruffydd fece il primo tentativo di prendere la corona che era stata presa dal cugino di Bleddyn Trahaearn ap Caradog che benché fosse riuscito a sottomettere il regno non ne aveva ancora il pieno controllo. Gruffydd approdò ad Anglesey dall'Irlanda con un contingente irlandese e, insieme all'assistenza egli uomini fornitigli dal nobile normanno Robert di Rhuddlan (morto 3 luglio 1093), sconfisse e uccise Cynwrig ap Rhiwallon, un alleato di Trahaearn che deteneva il controllo di Llŷn, e quindi sconfisse lo stesso Trahaearn in una battaglia che si tenne nel Regno di Meirionydd. Una volta ottenuto il trono del Gwynedd Gruffydd si diresse verso est per prendersi quei territori che erano stati presi dai normanni, lì, a dispetto dell'assistenza fornitagli in precedenza, bruciò il castello di Rhuddlan. Ben presto tuttavia sorsero tensioni fra le truppe irlandesi e i locali gallesi fino a che non scoppiò una rivolta a Llŷn e Trahaearn, cogliendo l'occasione, passò al contrattacco e sconfisse Gruffydd in una battaglia nei pressi del villaggio di Clynnog Fawr.
Entro la fine del 1075 Gruffydd fu costretto di nuovo a riparare in Irlanda e nel 1081, a seguito dell'alleanza con Rhys ap Tewdwr tornò nuovamente alla carica. Rhys era stato attaccato da Caradog ap Gruffydd, re del Gwent e del Glamorgan, ed era stato costretto a riparare presso la Cattedrale di St David's. Gruffydd partì nuovamente con uomini danesi e irlandesi e dopo essere salpato da Waterford approdò nei pressi di St David's, probabilmente previi accordi con Rhys. Qui venne raggiunto dallo stesso Rhys e dai sostenitori che ancora aveva nel Gwynedd e insieme marciarono verso nord per trovare Caradog e Trahaearn che dopo essersi alleati fra loro avevano aggiunto alle loro file anche Meilyr ap Rhiwallon del Regno di Powys. I due schieramenti si scontrarono alla battaglia di Mynydd Carn, Rhys e Gruffydd ne uscirono vittoriosi, Caradog, Trahaearn e Meilyr vennero sconfitti e uccisi.
Ancora una volta Gruffydd si era impadronito del trono, ma presto dovette di nuovo fronteggiare i Normanni che cercarono d'impadronirsi del suo regno, non era passato molto tempo da che era diventato re quando venne chiamato per un incontro da Ugo d'Avranches e Hugh di Montgomery, II conte di Shrewsbury (morto 1098). L'incontro, che avrebbe dovuto tenersi presso Corwen era una trappola e Gruffydd venne preso e imprigionato presso il Chester Castle dove rimase per diversi anni e mentre lui era prigioniero Ugo d'Avranches e Robert di Rhuddlan presero il Gwynedd e vi costruirono diversi castelli.
Come detto Gruffydd rimase imprigionato per parecchi anni e l'effettiva durata della sua prigionia è oggetto di dibattito. Secondo lHistory Gruffydd si trovava ai ceppi nella piazza del mercato di Chester quando uno dei suoi sostenitori a nome Cynwrig l'Alto vide la possibilità di liberarlo quando la piazza si svuotò per il pranzo. Senza perdere tempo lo sollevò con i ceppi e tutto il resto e lo portò a braccia fuori dalla città, se questo è l'evento tutt'altra cosa è il collocarlo nel tempo giusto. Orderico Vitale, suo contemporaneo, cita tale Grifidus che avrebbe attaccato i normanni nel 1088, tuttavia l'History afferma in un punto che egli rimase in catene per dodici anni, quindi fino al 1093 e in un altro per sedici, dunque fino al 1097. Alcuni storici sostengono che la sua liberazione avvenne nel 1093 giacché un uomo col suo nome risulta coinvolto nella rivolta contro i normanni che scoppiò l'anno seguente. Altri invece collocano la data della sua fuga al 1097 sostenendo che non vi sono evidenze certe della sua presenza negli annali dell'epoca fino al 1098, ipotesi che altri storici tendono a scartare sostenendo che il posticipare la sua liberazione solo in base all'anno in cui ricompare negli annali non si possa considerare corretto.
Una volta fuggito Gruffydd scappò ancora in Irlanda e non è certa la sua presenza durante la rivolta del 1094, la ribellione una volta scoppiata si diffuse un po' ovunque ed entro il 1095 aveva pervaso tutto il Galles tanto da indurre Guglielmo II d'Inghilterra a invaderlo per riassoggettarlo. Il suo tentativo fu piuttosto infruttuoso e anche quello del 1097 non fu coronato da grande successo. L'History non menziona esplicitamente Gruffydd fra color che capeggiarono la rivolta che pare essere stata nelle mani di Cadwgan ap Bleddyn (1051-1111), un nobile del Powys.
Nell'estate del 1098 Ugo d'Avranches e il conte di Shrewsbury entrarono nel Gwynedd nel tentativo di riprendere i territori che avevano perso, è qui che Gruffydd ricompare mentre, insieme a Cadwgan, si ritira ad Anglesey per poi riparare in Irlanda su uno schifo poiché i danesi che egli aveva assunto avevano avuto un'offerta migliore dai normanni ed avevano cambiato bandiera.

## Il lungo regno
Le sorti di Gruffydd cambiarono con l'arrivo dei norvegesi che, sotto la guida di Magnus III di Norvegia, attaccarono i normanni partendo dalla parte orientale dello Stretto di Menai. Il conte di Shrewsbury venne ucciso negli scontri e i normanni furono costretti a lasciare Anglesey lasciando campo libero a Gruffydd che, l'anno seguente, nel 1099, tornò per riprendere il potere dopo aver raggiunto un apparente accordo con Ugo d'Avranches. Questi nel 1101 morì lasciando a Gruffydd la possibilità di consolidare definitivamente la propria posizione sia con la diplomazia che con la forza.
A seguito di un incontro con Enrico I d'Inghilterra gli vennero garantite le signorie di Llŷn, Eifionydd, Ardudwy ed Arllechwedd estendendo notevolmente i confini del proprio regno, tale espansione indusse Enrico, nel 1114, a lanciare un attacco a tridente sul Gwynedd con una guarnigione guidata da Alessandro I di Scozia. Di fronte a tale superiorità numerica Gruffydd fu costretto non solo a rendere omaggio al sovrano inglese, ma anche a pagare una pesante ammenda, tuttavia i suoi territori non vennero toccati. Dal 1118 in poi Gruffydd non combatté più in prima persona, l'età era ormai avanzata e il compito di guerreggiare per spingere i confini del Gwynedd ad espandersi verso est e verso sud ricadde sui tre figli che aveva avuto dalla moglie Angharad figlia di Owain ab Edwin of Tegeingl (morto 1105): Cadwallon, Owain e Cadwaladr. Le regioni di Rhos e Rhufoniog furono annesse nel 1118, il Regno di Meirionydd venne rubato al Powys nel 1123 e la zona di Dyffryn Clwyd nel 1124. Nel 1121 Enrico invase ancora il Gwynedd ma la spedizione fu un fallimento, tanto che egli si piegò alla richiesta di Gruffydd secondo la quale il regno non doveva più essere attaccato finché egli viveva. Il figlio maggiore Cadwallon morì in battaglia presso Llangollen nel 1132 e questo segnò la fine dei tentativi di espansione di Gruffydd.
La sua potenza ormai era tale che nel 1120 s'assicurò che il suo candidato David lo Scozzese (morto 1138 circa) divenisse Vescovo di Bangor ridando un vescovo alla diocesi dopo che Hervey il bretone era stato costretto a fuggire circa vent'anni prima. David ricostruì in buona parte la Cattedrale di Bangor grazie agli ingenti finanziamenti di Gruffydd.
Nel 1136 i figli superstiti Owain e Cadwaladr strinsero alleanza con Gruffydd ap Rhys, principe del Deheubarth, riuscendo a infliggere una pesante sconfitta ai normanni alla battaglia di Crug Mawr che si combatté nell'ottobre di quello stesso anno e a seguito della quale s'impossessarono del Ceredigion.
Gruffydd morì, ormai anziano, nel 1137 e venne sepolto sotto l'altar maggiore della cattedrale di Bangor e, come dimostra il Brut y Tywysogion, la sua scomparsa venne ampiamente compianta, al trono gli successe il figlio Owain. Il regno di Gruffydd ap Llywelyn, specie i due primi decenni, è considerato da alcuni studiosi come una specie di “Età dell'Oro”.
Dal suo matrimonio con Angharad nacquero:
- Cadwallon ap Gruffudd (morto 1132)
- Owain Gwynedd
- Cadwaladr ap Gruffudd
- Susanna ferch Gruffudd, sposò Madog ap Maredudd
- Gwenllian ferch Gruffydd che sposò Gruffydd ap Rhys